# Мейтленд (Міссурі)
Мейтленд (англ. Maitland) — місто (англ. city) в США, в окрузі Голт штату Міссурі. Населення — 276 осіб (2020).

## Географія
Мейтленд розташований за координатами 40°12′8″ пн. ш. 95°4′41″ зх. д. / 40.20222° пн. ш. 95.07806° зх. д. (40.202220, -95.077933).  За даними Бюро перепису населення США в 2010 році місто мало площу 0,77 км², уся площа — суходіл.

## Демографія
Згідно з переписом 2010 року, у місті мешкали 343 особи в 144 домогосподарствах у складі 100 родин. Густота населення становила 444 особи/км².  Було 161 помешкання (209/км²).
Расовий склад населення:
| - 99,1 % — білих - 0,3 % — корінних американців |

До двох чи більше рас належало 0,0 %. Частка іспаномовних становила 0,6 % від усіх жителів.
За віковим діапазоном населення розподілялося таким чином: 24,5 % — особи молодші 18 років, 61,2 % — особи у віці 18—64 років, 14,3 % — особи у віці 65 років та старші. Медіана віку мешканця становила 37,4 року. На 100 осіб жіночої статі у місті припадало 97,1 чоловіків;  на 100 жінок у віці від 18 років та старших — 96,2 чоловіків також старших 18 років.
Середній дохід на одне домашнє господарство  становив 34 792 долари США (медіана — 31 071), а середній дохід на одну сім'ю — 40 566 доларів (медіана — 37 500). Медіана доходів становила 30 625 доларів для чоловіків та 21 477 доларів для жінок. За межею бідності перебувало 16,0 % осіб, у тому числі 16,9 % дітей у віці до 18 років та 3,3 % осіб у віці 65 років та старших.
Цивільне працевлаштоване населення становило 142 особи. Основні галузі зайнятості: виробництво — 28,9 %, освіта, охорона здоров'я та соціальна допомога — 23,2 %, будівництво — 8,5 %, публічна адміністрація — 7,7 %.